# ألدو دي كليمنت
ألدو دي كليمنت (بالإيطالية: Aldo Di Clemente)‏ هو عالم فلك إيطالي، ولد في 1948.